# Curtis LeMay
Curtis Emerson LeMay, född 15 november 1906 i Columbus, Ohio, död 1 oktober 1990 på March Air Force Base, Riverside, Kalifornien, var en amerikansk general i USA:s flygvapen som var USA:s flygvapenstabschef 1961–1965.

## Biografi
LeMay deltog som aktiv flygare i US Army Air Forces i andra världskriget. Mot slutet av kriget blev han befälhavare för bombflyget i Fjärran östern. Han organiserade de massiva attackerna av 60 japanska städer, inklusive brandbombningarna av Tokyo i mars 1945, vilka tros ha krävt 100 000 människors liv under loppet av en natt, samt fällandet av atombomberna över Hiroshima och Nagasaki i augusti 1945. Dessa bombningar krävde sannolikt cirka en miljon civila japaners liv.
Efter kriget blev LeMay chef för de amerikanska flygstyrkorna i Europa. Han blev därvid chef för de allierades luftbro till Berlin 1948–1949 under den sovjetiska blockaden.
1949 blev LeMay chef för det strategiska flygkommandot - SAC (Strategic Air Command). 1961 blev han stabschef för det amerikanska flygvapnet. I denna position blev han inte särskilt lyckosam, eftersom han var en kompromisslös antikommunist och på så sätt ständigt kom i konflikt med försvarsminister Robert McNamara, flygvapenminister Eugene Zuckert, och försvarschefen general Maxwell Taylor. LeMay förespråkade ett mycket mer kraftfullt amerikanskt agerande i Kubakrisen och i Vietnamkriget än vad som blev fallet. 
Under Kubakrisen i oktober 1962 kom han i konflikt med president John F. Kennedy och Robert McNamara eftersom han hävdade att man skulle bomba ramperna för de kärnvapenbärande robotar som Sovjetunionen placerat på Kuba. Kennedy beslutade att en blockad skulle införas mot Kuba, något som LeMay motsatte sig och såg som vekt. Efter krisen föreslog LeMay att Kuba borde invaderas trots att Sovjetunionen dragit tillbaka sina robotramper.
Uttrycket "vi borde bomba Vietnam tillbaks till stenåldern" har tillskrivs honom. Han var öppen för att ta till kärnvapen i Vietnam. Hans passion för att förorda strategiska luftanfall framför taktiska anfall och markunderstödsoperationer gjorde att strategiska bombningar gynnades oproportionerligt under hans tid som flygvapenchef.
LeMay gick i pension som yrkesmilitär 1965. Han ställde han upp som vicepresidentkandidat till George Wallace 1968. LeMays uttalande under valkampanjen skadade troligen kandidaturen mer än den hjälpte den eftersom LeMay uttryckte åsikten att landet fruktade användande av kärnvapen, något som han själv uppenbarligen inte gjorde.

## Utmärkelser
- National Aviation Hall of Fame,  1972[2]
- European-African-Middle Eastern Campaign Medal
- American Campaign Medal
- Asiatic-Pacific Campaign Medal
- Distinguished Service Cross
- Distinguished Service Medal
- Croix de Guerre 1939–1945
- National Defense Service Medal
- Croix de Guerre
- Chilenska förtjänstorden
- Riddare av Södra korsets orden
- Patriotiska krigsorden
- Ouissam Alaouite-orden
- Brasiliens flygförsvarsförtjänstorden
- World War II Victory Medal
- Belgiens krigskors 1940
- Air Medal
- Patriotiska krigsorden av 1:a klass
- Distinguished Flying Cross (Storbritannien)
- Distinguished Flying Cross
- Kommendör av Hederslegionen
- Kommendör av Ouissam Alaouite-orden
- Harmontrofén
- Silver Star
- Kungliga Svärdsorden
- Uppgående solens orden, första klass
- Storkorsriddare av Republiken Italiens förtjänstorden[3]

[Redigera Wikidata]

## Befordringar
| Datum             | Grad                                             |
| ----------------- | ------------------------------------------------ |
| 14 juni 1928      | Second lieutenant, Field Artillery Reserve       |
| 22 september 1928 | Second lieutenant, Ohio National Guard           |
| 28 september 1928 | Flight cadet, Army Air Corps                     |
| 12 oktober 1929   | Second lieutenant, Air Corps Reserve             |
| 1 februari 1930   | Second lieutenant, Army Air Corps                |
| 12 mars 1935      | First lieutenant, Army Air Corps                 |
| 26 januari 1940   | Kapten, Army Air Corps                           |
| 21 mars 1941      | Major, Army Air Corps                            |
| 23 januari 1942   | Överste löjtnant, Army of the United States      |
| 17 juni 1942      | Överste, Army of the United States               |
| 28 september 1943 | Brigad general, Army of the United States        |
| 3 mars 1944       | General Major, Army of the United States         |
| 22 juni 1946      | Brigad general (permanent), Regular Army         |
| 18 september 1947 | General major, United States Air Force           |
| 26 januari 1948   | General löjtnant, United States Air Force        |
| 29 oktober 1951   | General (fyra-stjärnig), United States Air Force |

LeMay pensionerades den 1 februari 1965 med full generalstatus inom USAF. Han var endast 44 år när han befordrades till fyrstjärnig general, vilket gjorde honom till den yngsta i sin tid i denna grad.